# Papagai de les Moluques
El papagai de les Moluques (Alisterus amboinensis) és una espècie d'ocell de la família dels psitàcids que habita la selva humida de les illes Moluques, Raja Ampat i oest de Nova Guinea.